# Kari (Mond)
Kari (auch Saturn XLV) ist einer der kleineren äußeren Monde des Planeten Saturn.

## Entdeckung
Die Entdeckung von S/2006 S 2 durch Scott S. Sheppard, David C. Jewitt, Jan Kleyna und Brian G. Marsden auf Aufnahmen vom 4. Januar bis zum 30. April 2006 wurde am 26. Juni 2006 bekannt gegeben. Kari erhielt zunächst die vorläufige Bezeichnung S/2006 S 2. Im April 2007 wurde der Mond dann nach Kari, dem Herrscher der Winde, einem Sohn des Reifriesen Fornjótr (auch Fornjot) und Bruder von Ägir (auch Ægir oder Hlér) und Logi (auch Loge), aus der nordischen Mythologie benannt.

## Bahndaten
Kari umkreist Saturn auf einer retrograden exzentrischen Bahn in rund 1234 Tagen. Die Bahnexzentrizität beträgt 0,48, wobei die Bahn um 156° gegen die Ekliptik geneigt ist, die in dieser Entfernung vom Saturn die Laplace-Ebene darstellt.

## Aufbau und physikalische Daten
Kari besitzt einen Durchmesser von etwa 7 km und rotiert in etwa 7¾ Stunden einmal um die eigene Achse.